# Cozy Little Christmas
«Cozy Little Christmas» —en español: «Pequeña navidad acogedora»— es una canción navideña interpretada por la cantautora estadounidense Katy Perry. Fue lanzada exclusivamente en Amazon Music el 15 de noviembre de 2018 a través de Capitol Records. La canción fue compuesta y producida por Perry, Greg Wells y Ferras Alqaisi. Está inspirada en el tiempo que la cantante pasó una Navidad con su familia en Copenhague y las letras hablan acerca de que no se necesitan regalos cuando el amor es más importante. 
La pista logró posicionarse en el número 23 en Reino Unido y en el número 53 en Estados Unidos siendo la primera canción exclusiva de Amazon en la historia en entrar a la lista Billboard Hot 100. También es la onzena canción con más audiencia en la Radio Hot 100 Airplay con 163,4 millones de espectadores. El 1 de noviembre de 2019, dejó de ser exclusiva de la plataforma musical de Amazon y fue lanzada oficialmente en el resto de las plataformas digitales de audio en descarga y streaming en general.

## Composición
«Cozy Little Christmas» tiene una duración de 3 minutos y 2 segundos. Es una canción navideña "caprichosa" que presenta cascabeles y letras sobre no necesitar regalos en Navidad porque el amor es más importante. Perry coescribió y coprodujo el tema junto a Greg Wells y Ferras Alqaisi. Perry escribió la canción sobre pasar la Navidad en Copenhague con su familia. Es su segunda canción navideña después de «Every Day Is a Holiday».

## Lanzamiento y promoción
Perry anunció por primera vez el lanzamiento de la canción en Twitter el 14 de noviembre de 2018. «Cozy Little Christmas» fue lanzado exclusivamente en Amazon Music al día siguiente.

## Recepción crítica
Mike Wass de Idolator llamó la canción «linda, pegadiza y completamente adorable», y observó que «es alegre, tan irreverente y divertido como se esperaba». Marina Pedrosa de Billboard dijo que «las voces de Perry son aterciopeladas como siempre mientras canta las letras festivas, Just you and me/ Under the tree/ A cozy little Christmas here with you».
Zac Gelfand de Consequence of Sound escribió que «Cozy Little Christmas» es un «paso apropiado y un respiro profundo» para Perry y «una canción de amor festiva, simple y alegre, que sirve como un respiro después de unos meses difíciles». Escribiendo para MTV News, Madeline Roth elogió el «burbujeante bop» como «tremendamente acogedor», y agregó «esta pequeña melodía festiva será muy agradable para todos».

## Vídeo musical
El video musical de «Cozy Little Christmas» se estrenó el 2 de diciembre de 2019 y fue promocionado con un tráiler un día antes del lanzamiento de la canción. Fue dirigido por WATTS.

## Rendimiento en listas
En los Estados Unidos, «Cozy Little Christmas» ingresó a la lista de Billboard Adult Contemporary en el número 10, convirtiéndose en la novena canción de Perry en llegar al top 10 y la primera en hacerlo desde «Dark Horse» en 2014. Desde entonces ha alcanzado el número uno en esa lista, así como el número 53 en el Billboard Hot 100 siendo la primera canción de la historia exclusiva para Amazon en hacerlo, y el número 30 en la lista Holiday 100, también de Billboard. La canción debutó en el número 85 en la lista UK Singles Chart de Reino Unido, tiempo después ascendió al número 23 en la lista. También ha logrado el número 1 en la lista Hot 100 Airplay siendo en séptimo número 1 de la cantante en esta lista.

## Posicionamiento en listas
| Listas (2018–2023)                     | Mejor posición |        |
| -------------------------------------- | -------------- | ------ |
| Estados Unidos (Billboard Hot 100)     | 53             |        |
| Estados Unidos (Adult Contemporary)    | 1              |        |
| Estados Unidos (Adult Top 40)          | 37             |        |
| Estados Unidos Holiday 100 (Billboard) | 30             |        |
| German Entertainment Charts            | 47             |        |
| Global 200 (Billboard)                 | 76             | [ 19 ] |
| Global Excl. U.S. (Billboard)          | 108            | [ 20 ] |
| Reino Unido (UK Singles Chart)         | 23             |        |